# 特雷门贝
特雷门贝是巴西圣保罗州的一个市镇。总面积192平方公里，总人口40182人，人口密度209.3人/平方公里。